# Haute-marne (IGP)
Pour les articles homonymes, voir Haute-Marne.
Le haute-marne, anciennement vin de pays de la Haute-Marne, est un vin français d'indication géographique protégée de zone, produit dans le département de la Haute-Marne.
Reconnu vin de pays par décret du 1er septembre 2000, le vin IGP Haute-marne est mousseux ou tranquille. Il est rattaché au vignoble de Champagne.

## Histoire
Comme dans nombre d'autres régions françaises, la vigne est probablement implantée dans le secteur dès l'époque romaine, mais on n'en trouve trace écrite qu'au Moyen Âge (1386 formellement). On sait également qu'entre 1582 et 1657, la ville de Langres et l’évêque se firent plusieurs procès pour savoir à qui appartenait la vendange. Au XIXe siècle, le mousseux de Haute-Marne (notamment celui de Soyers) a bonne réputation dans les régions voisines.
Éradiquée par le passage des conflits mondiaux, l'exode rural et la crise du phylloxera, la vigne haut-marnaise doit son regain à l'obstination de quelques vignerons qui dans les années 1980 décidèrent de replanter quelques parcelles.

## Vignoble

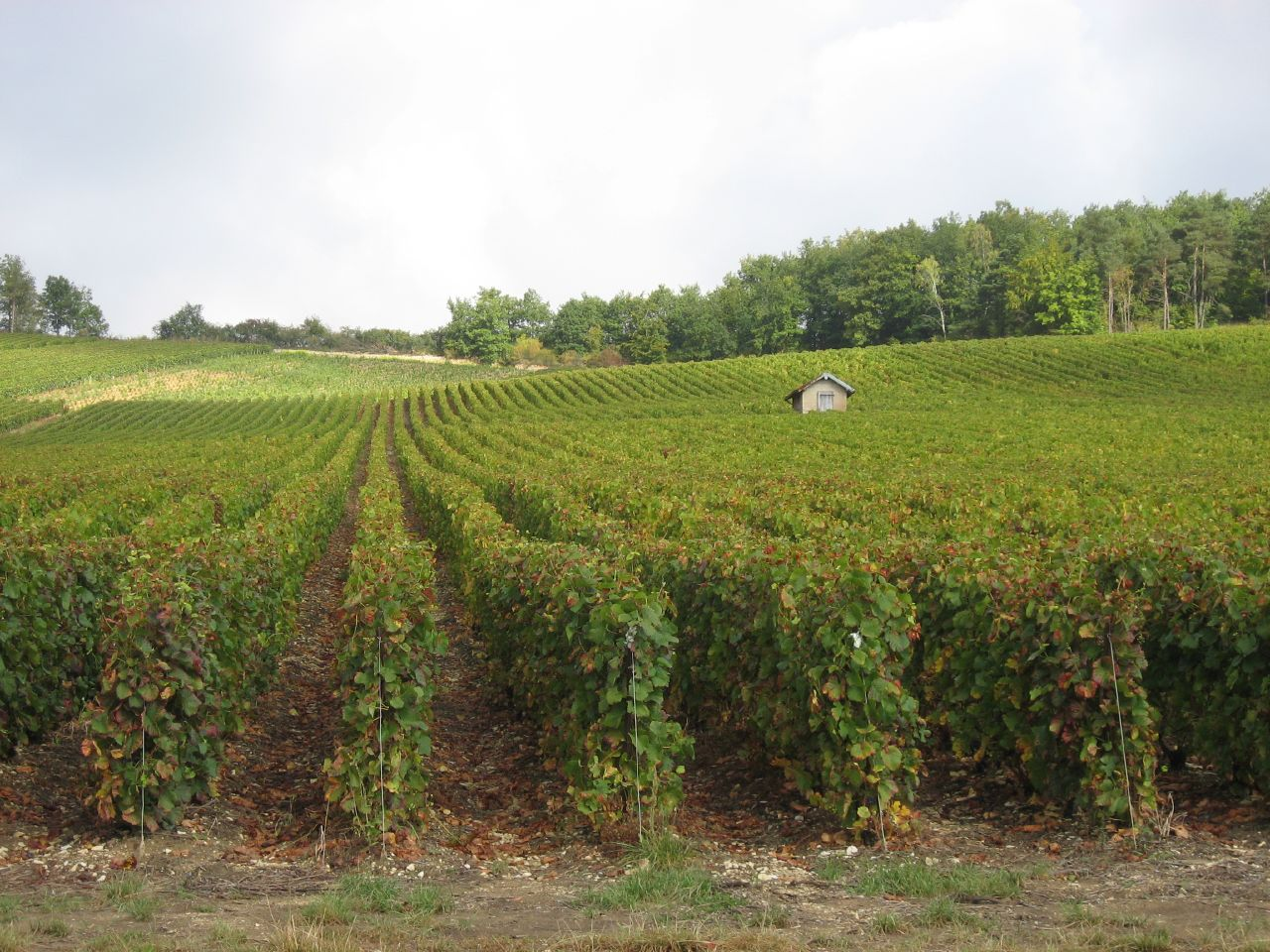
Vignoble de l'IGP haute-marne

### Situation géographique
La récolte, la vinification et l'élaboration des vins doivent s'effectuer dans le département de la Haute-Marne.

### Sols
Les sols sont sédimentaires calcaires, typiques d'un modelé de cuesta, la zone se situant en bordure sud-est du bassin parisien. Les terrains les plus anciens, proches du massif des Vosges, sont de nature argilo-gréseuse et dolomitique.

### Climat
La zone est sous influence océanique tempérée par la continentalité et dans une moindre mesure l'altitude du plateau de Langres et du piémont vosgien - bien que les vignes ne soient généralement pas plantées au-delà de 350 mètres d'altitude.

### Types de vin
Il existe six types de vin labellisés : 
- Haute-marne blanc[4],
- Haute-marne rosé[5],
- Haute-marne rouge[6],
- Haute-marne primeur ou nouveau blanc[7],
- Haute-marne primeur ou nouveau rosé[8],
- Haute-marne primeur ou nouveau rouge[9].

### Encépagement
Les cépages utilisés pour les vins rouges et rosés sont le pinot noir N, le gamay N, le meunier N, le gamaret N, le merlot N et la syrah N.
Les cépages utilisés pour les vins blancs sont le chardonnay B, l'auxerrois B, le pinot gris G, le pinot blanc B, l'aligoté B, l'arbane B, le petit meslier B, le muscat B, le gewürztraminer B et le viognier B.
L'ensemble des cépages susnommés sont utilisés pour les vins mousseux de qualité.

### Production
L'IGP produit des rouges, des rosés et des blancs.

### Terroir et vin
L'application que les viticulteurs locaux ont eu de ne pas chercher à imiter les vignobles voisins prestigieux que sont le vignoble de Champagne, le vignoble de Bourgogne et le vignoble d'Alsace, tout en s'inspirant de leurs techniques, a contribué à soutenir l'originalité des productions haut-marnaises, cultivées sur des terres pourtant relativement semblables.